# Gustav von Rosthorn
Gustav von Rosthorn (30. dubna 1815 Vídeň – 2. dubna 1896 Vídeň) byl rakouský technik, podnikatel a politik německé národnosti z Korutan, v 60. letech 19. století poslanec rakouské Říšské rady.

## Biografie
Pocházel z vlivné průmyslnické rodiny Rosthornů. Jeho dědeček Matthäus Rosthorn přišel do Rakouska z Anglie a podílel se na rozvoji průmyslu.
Studoval na c. k. polytechnice ve Vídni. V letech 1836–1837 cestoval po Německu a Anglii. V roce 1840 přišel do Prevalje, kde roku 1841 převzal správu uhelných dolů v nedalekém Leše. Roku 1845 nastoupil k Severní dráze císaře Ferdinanda. Roku 1850 se v této železniční společnosti stal vrchním inženýrem tratí. Z železnic odešel roku 1851 a převzal vedení železáren v Prevalje. Během 50. let 19. století prosazoval výstavbu železniční tratě Maribor – Prevalje – Klagenfurt. V prosinci 1859 se stal členem vídeňské obchodní komory jako zástupce důlního průmyslu. Měl titul komerčního rady. Byl ředitelem akciové společnosti továrna na kovové zboží v Oedu. Je uváděn jako inženýr. Byl ředitelem firmy Gebrüder Rosthorn a prezidentem Pojišťovacího spolku pro důlní průmysl.
Počátkem 60. let se zapojil do vysoké politiky. V zemských volbách v roce 1861 byl zvolen na Korutanský zemský sněm za kurii obchodních a živnostenských komor. Mandát zde obhájil i v roce 1867. Zemským poslancem byl do listopadu 1867. Působil také coby poslanec Říšské rady (celostátního parlamentu Rakouského císařství), kam ho delegoval Korutanský zemský sněm roku 1861 (Říšská rada tehdy ještě byla volena nepřímo, coby sbor delegátů zemských sněmů). V době svého působení v parlamentu je uváděn jako Gustav Rosthorn, majitel podniku ve Vídni.
Zemřel v dubnu 1896.